# Turn Back the Clock (альбом)
Turn Back the Clock — дебютный студийный альбом британской группы Johnny Hates Jazz, изданный в 1988 году.

## Об альбоме
После выпуска дебютного сингла «Me and My Foolish Heart» на лейбле RAK Records, вокалист Кларк Дачлер приступил к записи песен для будущего альбома Johnny Hates Jazz. После того, как коллектив выступил вместе с Ронни Скоттом, лейбл Virgin Records заключил с музыкантами контракт. «Shattered Dreams», изданная в марте 1987 года синглом, стала хитом в Великобритании, заняв 5 место в их национальном хит-параде. Достижение трека повторили «I Don’t Want to Be a Hero», «Turn Back the Clock» и «Heart of Gold», ставшие международными хитами. В записи альбома принимала участие певица Ким Уайлд, бывшая на тот момент подругой Кэлвина и исполнившая бэк-вокал в «Turn Back the Clock». Коммерчески, пластинка была успешна, она вошла в UK Albums Chart на 1 место. Такой же результат она показала в шведском и норвежском чартах.
Жанр альбома определяется критиками как синти-поп, а также как голубоглазый соул.
Согласно рецензии Allmusic, «диск характерен своими веселыми и искренними песнями („What Other Reason“, „Different Seasons“, „Don’t Let It End This Way“ и „Foolish Heart“), однако их тексты зачастую бывают грустными. Тематика композиций на диске разнообразна. Невероятно запоминающаяся и известная песня с альбома, „Shattered Dreams“, повествует о расставании. „Turn Back the Clock“, являющаяся заглавной на альбоме, раскрывает искренние ностальгические чувства. В „Heart of Gold“ Кларк Дачлер рассказывает о положении проститутки, причём выглядит это совсем ненравоучительно, а „I Don’t Want to Be a Hero“ по своему содержанию антивоенная.».
Тираж альбома составил 2 миллиона экземпляров.
В 2018 году вышло юбилейное издание на 3 CD, включающее полную акустическую версию альбома.

## Список композиций
| №   | Название                    | Автор(ы)                                   | Длительность |
| --- | --------------------------- | ------------------------------------------ | ------------ |
| 1.  | «Shattered Dreams»          | Кларк Дачлер                               | 3:26         |
| 2.  | «Heart of Gold»             | Дачлер                                     | 3:20         |
| 3.  | «Turn Back the Clock»       | Дачлер                                     | 4:30         |
| 4.  | «Don't Say It's Love»       | Дачлер                                     | 3:43         |
| 5.  | «What Other Reason»         | Дачлер                                     | 3:20         |
| 6.  | «I Don't Want to Be a Hero» | Дачлер                                     | 3:37         |
| 7.  | «Listen»                    | Фил Торнелли                               | 3:40         |
| 8.  | «Different Seasons»         | Дачлер, Кэлвин Хейз                        | 3:31         |
| 9.  | «Don't Let It End This Way» | Дачлер                                     | 3:40         |
| 10. | «Foolish Heart»             | Иэн Макдоналд, Хейз, Майк Нокито, Торнелли | 3:32         |

| №   | Название                                   | Длительность |
| --- | ------------------------------------------ | ------------ |
| 11. | «Heart of Gold (J. Mendelsohn Mix)»        | 6:41         |
| 12. | «Turn Back the Clock (J. Mendelsohn Mix)»  | 7:03         |
| 13. | «I Don't Want to be a Hero (Extended Mix)» | 6:36         |

| №   | Название                                   | Длительность |
| --- | ------------------------------------------ | ------------ |
| 11. | «Shattered Dreams (12" Extended Mix)»      | 5:11         |
| 12. | «Heart of Gold (Extended Mix)»             | 6:42         |
| 13. | «Turn Back The Clock (12" Extended Mix)»   | 7:03         |
| 14. | «Don't Say It's Love (Extended Mix)»       | 6:36         |
| 15. | «Foolish Heart (12" Mix)»                  | 5:50         |
| 16. | «Turn Back The Clock (Unreleased Version)» | 4:35         |

## Чарты и сертификации
| Страна         | Позиция |
| -------------- | ------- |
| Австрия        | 20      |
| Великобритания | 1       |
| Германия       | 5       |
| Нидерланды     | 3       |
| Новая Зеландия | 3       |
| Норвегия       | 1       |
| США            | 56      |
| Швейцария      | 4       |
| Швеция         | 1       |

| Страна                | Сертификация  |
| --------------------- | ------------- |
| Великобритания (BPI)  | 2× Платиновый |
| Гонконг (IFPIHK)      | Золотой       |
| Канада (Music Canada) | Золотой       |

## Участники записи
- Кларк Дачлер — вокал, пианино, клавишные, гитара
- Кэлвин Хейз — клавишные, ударные
- Майк Нокито — бас-гитара, гитара

Приглашенные музыканты
- Дж. Дж. Белле, Нил Хаббард — гитара
- Крис Ньюман — клавишные, синтезатор
- Питер Джон Витесс — клавишные
- Фрэнк Рикорти — перкуссии
- Мартин Дровер, Мальком Дункан, Молли Дункан, Нил Сайдуэлл — валторна
- Стиви Лэнг, Мириам Стокли, Ким Уайлд — бэк-вокал
- Энн Дадли — аранжировки